# 慶明 (胡爾哈氏)
慶明（1757年—1832年），胡爾哈氏，又作虎爾哈氏，满洲镶红旗人。清朝官员，政治人物。

## 生平
由翻译生員入仕，乾隆年间先后任翰林院笔帖式，户部堂主事、员外郎，内仓、太平仓、北新仓监督。
嘉庆八年任刑部郎中，十三年任江南道监察御史，十四年任礼科给事中，公中佐领，十七年任内阁侍读学士，后升内阁学士兼礼部侍郎，十八年至十九年间先后任太常寺卿、光禄寺卿、大理寺卿。嘉庆二十年休致。
道光年间任太廟五品官。
有曾孙鄂俊。